# Cyanolyca armillata
Cyanolyca armillata (лат.) — вид птиц семейства врановых. Ранее данный вид считали конспецифичным с синегорлой мексиканской сойкой (Cyanolyca viridicyanus). Выделяют три подвида. Распространены в Эквадоре, Колумбии и Венесуэле.

## Описание
Cyanolyca armillata достигает длины 30—34 см и массы от 100 до 210 г. Лоб, уздечка и боковые стороны головы чёрного цвета, что образует чёрную маску на голове. Горло ультрамариново-голубого цвета с узкой чёрной линией, которая проходит по нижней части груди и соединяется с задней частью кроющих ушей, также чёрного цвета. Капюшон и затылок бледно-сине-фиолетовые. Остальная часть тела, крылья и хвост ярко-тёмно-синие. Крылья и верхняя часть хвоста имеют немного более тусклый оттенок. Испод крыльев и нижняя сторона хвоста черноватые. Клюв и ноги чёрные. Радужная оболочка коричневая.

## Подвиды и распространение
Выделяют три подвида:
- Cyanolyca armillata meridana (Sclater & Salvin, 1876) — северо-запад Венесуэлы
- Cyanolyca armillata armillata (Gray,1845) — восток Колумбии и запад Венесуэлы
- Cyanolyca armillata quindiuna (Sclater & Salvin, 1876) — от центра Колумбии до севера Эквадора

Ареалы C. a. quindiuna и Cyanolyca turcosa пересекаются на юге Колумбии и севере Эквадора, и эти два вида настолько похожи, что их можно спутать. Однако первые встречаются реже и, в отличие от своих близких родственников, в целом избегают лесов, которые подверглись изменениям. У C. turcosa в большей степени выражен контраст между синим цветом головы и зеленовато-синим цветом остальной части оперения, особенно на нижней части тела. У них более короткий хвост, макушка и горло голубовато-белые и более бледное оперение, чем у C. a. quindiuna.

## Биология и экология
Cyanolyca armillata распространена в Андах на северо-западе Южной Америки от запада Венесуэлы до севера Эквадора через центральную и восточную Колумбию. Ареал чётко разделен на две части: на севере обитают подвиды с более голубоватой окраской (C. a. armillata и C. a. meridana), на юге — подвиды немного большего размера с более сине-зеленоватым оперением (C. a. quindiuna). Естественной средой обитания являются влажные горные и туманные леса, в которых подлесок и стволы деревьев покрыты мхом. Встречается на высоте от 1600 до 3200 метров над уровнем моря.
Биология и экология практически не исследованы. Cyanolyca armillata обычно встречаются парами или небольшими разрозненными группами в средних и верхних ярусах леса. Добывают пищу среди ветвей, покрытых эпифитами. Иногда спускаются в небольшие овраги, заросшие бамбуком и древовидными папоротниками. Предполагается, что эти птицы всеядны, как и большинство мексиканских соек в этом регионе. Гнёзда и яйца не описаны. В Колумбии сезон размножения длится с июня по октябрь.